# Манхэттенские крысы
«Манхэттенские крысы» (другое название — «Крысы: Ночь ужаса»; итал. Rats — Notte di terrore) — фильм ужасов 1984 года.

## Сюжет
События фильма разворачиваются в 2230 году, спустя двести лет после гибели всего человечества в ядерной войне. Среди немногих выживших произошёл раскол — часть из них осталась на поверхности, а вторая половина, страшась радиации, остаётся в подземных бункерах. Однажды банда мотоциклистов, живущих на поверхности, приезжает в заброшенный город, но помимо еды и воды обнаруживает там полчища крыс-мутантов, пожирающих свежие трупы. Банда остается в городе, но немногие из них смогут одолеть крыс и пережить эту ночь.

## В ролях
- Оттавиано Делль’Аква — Курт
- Геретта Геретта — Шоколадка
- Массимо Ванни — Торрес
- Джанни Франко — Видео
- Синди Лидбеттер — Диана
- Анн-Жизель Гласс — Мирна
- Анри Лучани — Дюк
- Фаусто Ломбарди — Деус
- Жан-Кристоф Бретиньер — Люцифер
- Кристиан Фремонт — Ной